# Nagyatád (distrikt)
Nagyatád är ett distrikt i Ungern. Det ligger i provinsen Somogy, i den västra delen av landet, 190 km sydväst om huvudstaden Budapest.